# Graham Watson
Graham Watson (Pukekohe, 24 de junho de 1967) é um ex-piloto de rali neozelandês que atualmente ocupa os cargos de chefe de operações de corrida e diretor associado de operações de corrida da Fórmula 1.

## Carreira
Desde cedo Watson teve profundo interesse pelo automobilismo e participou de eventos de rali em sua terra natal, a Nova Zelândia, como piloto e copiloto. A breve carreira de Watson como piloto de rali deu-lhe o impulso necessário para se mudar para o Reino Unido como mecânico da equipe de rali da Ford, com ele se tornando cidadão do Reino Unido.
Em 1994, Watson passou das corridas de rali para as de monopostos, juntando-se à equipe da Fórmula 3000 da Paul Stewart Racing como mecânico. Ele chegou à Fórmula 1 em 1996, quando começou a trabalhar na equipe Benetton, inicialmente como mecânico de equipe de testes antes de ingressar no quadro da equipe de corrida em 1998. Ele ingressou na British American Racing (BAR) em 2001. Watson permaneceu na equipe quando a mesma foi transformada na equipe Honda e depois na Brawn GP.
Depois de vencer o Campeonato Mundial de 2009 com a Brawn GP, em 2010, Watson foi para a recém-criada equipe Lotus Racing, equipe esta que foi renomeada para Team Lotus na temporada seguinte e para Caterham F1 Team em 2012, assumindo a posição de gerente da equipe. Ele se mudou para a Scuderia Toro Rosso (equipe esta que foi renomeada para Scuderia AlphaTauri em 2020) em setembro de 2014, mantendo o papel de gerente de equipe e fazendo sua primeira aparição em uma conferência de imprensa para a equipe durante a temporada de 2016.
Em 30 de outubro de 2021, Watson anunciou que deixaria a equipe AlphaTauri no final da temporada de 2021. E, em janeiro de 2022, ele assumiu a função de chefe de operações de corrida na Fórmula 1, trabalhando ao lado do diretor-gerente do Grupo Fórmula 1, Ross Brawn.
Em abril de 2024, Watson assumiu também o cargo de diretor associado de operações de corrida na Fórmula 1.